# Euproctinus trivittatus
Euproctinus trivittatus är en skalbaggsart som beskrevs av Leconte. Euproctinus trivittatus ingår i släktet Euproctinus och familjen jordlöpare. Inga underarter finns listade i Catalogue of Life.